# Proganochelys
Proganochelys quenstedti
Genre
Synonymes
- † Triassochelys
- † Chelytherium
- † Stegochelys
- † Psammochelys

Espèce
Proganochelys est un genre éteint de tortues, une des plus anciennes connues. C'était une tortue d'eau douce beaucoup plus grande que les tortues hargneuses actuelles qui sont les plus grosses tortues d'eau douce. On a retrouvé des fossiles de ce genre en Allemagne et en Thaïlande dans des strates datés du Trias supérieur, soit il y a environ 210 millions d'années.
Odontochelys découvert en 2008, est cependant plus ancien.

## Description

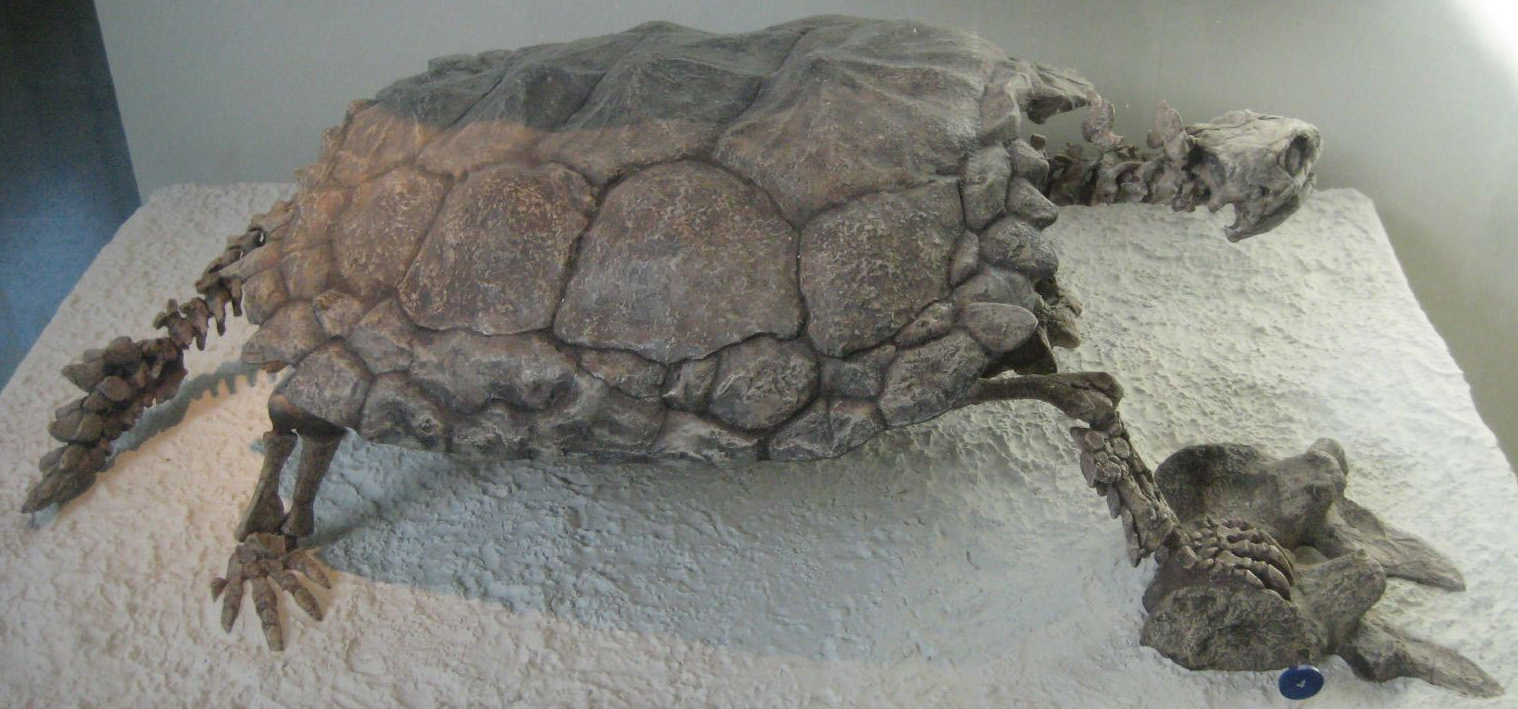
Proganochelys quenstedti au American Museum of Natural History de New York.

On observe peu de différences avec les tortues modernes à part qu'elles mesuraient près d'un mètre, que leurs queues se terminaient par une sorte de massue, leurs cous étaient protégés par de petites épines, elles ne pouvaient pas rentrer leur tête dans leur carapace et on note également des différences au niveau des mâchoires comme une rangée de dents vomériennes et palatines). On pense qu'elles étaient herbivores.
Du fait de ses caractéristiques considérées comme avancées, la plupart des biologistes estiment que Proganochelys ne forment pas le taxon des plus anciennes tortues.

## Systématique
En systématique, on lui a donné plusieurs noms : Chelytherium (« tortue bestiale »), Psammochelys (« tortue de sable »), Stegochelys (« tortue de toit ») et Triassochelys (« tortue du Trias »), jusqu'à ce que le nom de Proganochelys soit retenu.

## Autres espèces sœurs
- Proganochelys ruchae de Broin 1984
- Proganochelys tenertesta Joyce et al 2009